# Analisador de frequência de transdutores

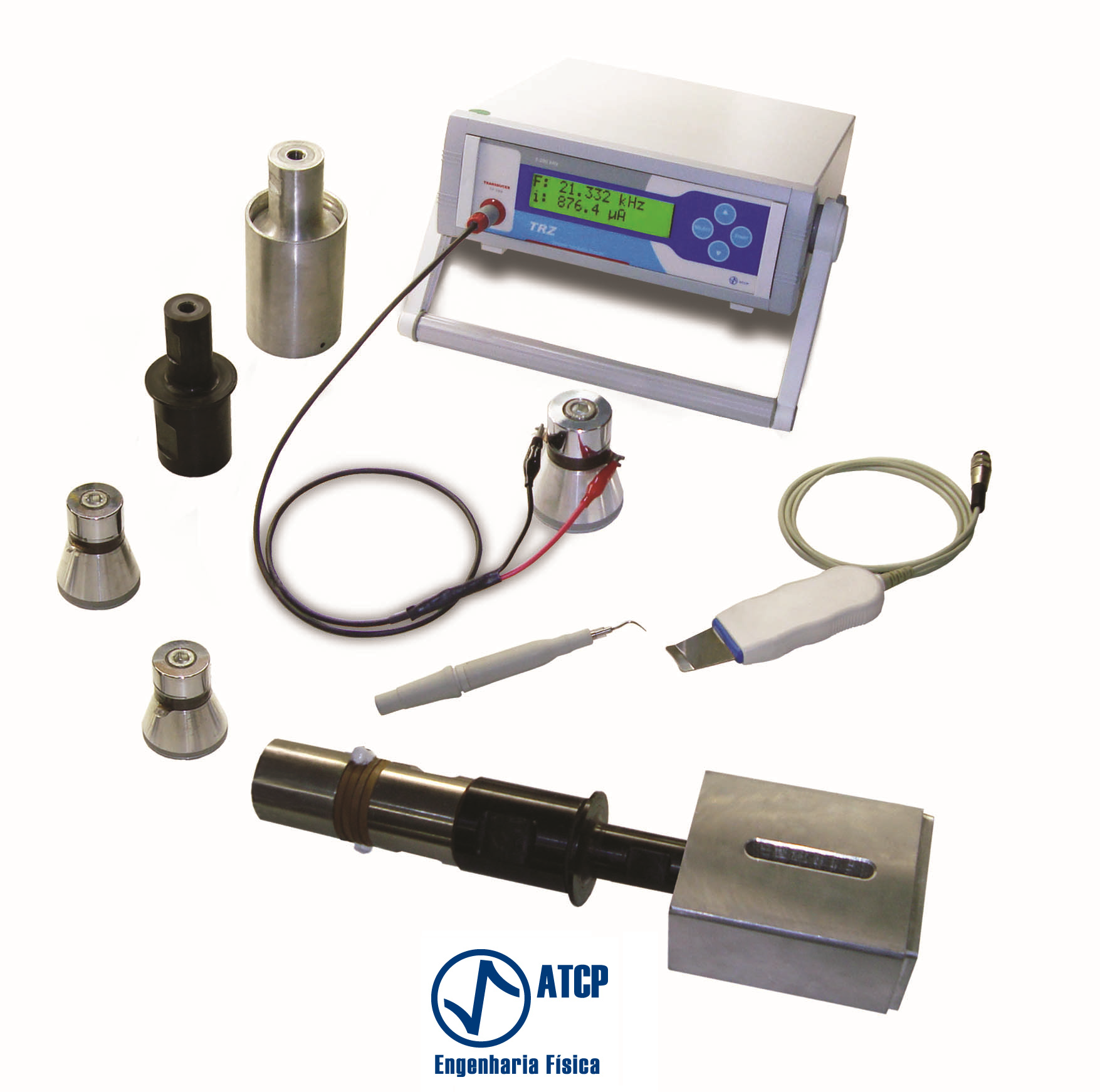
Exemplo de um analisador de transdutores digital em conjunto com componentes ultrassônicos de potência.

Analisadores de frequência de transdutores, ou apenas Analisadores de Transdutores são instrumentos utilizados para determinar a frequência de operação de componentes ultrassônicos, por exemplo, transdutores, sonotrodos, ferramentas de solda e conjuntos acústicos – itens usualmente empregados em sistemas ultrassônicos de potência para solda, corte e limpeza por ultrassom.  Adicionalmente, Analisadores digitais são capazes também de determinar a impedância elétrica nas frequências de ressonância e de antirressonância de transdutores e componentes ultrassônicos que possuem material piezelétrico (piezoeletricidade) incorporado ou está anexado a um transdutor (ex.: sonotrodos). 

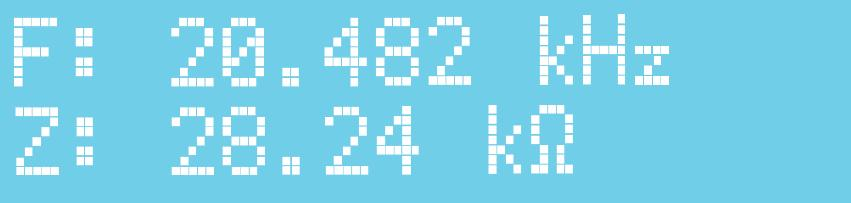
Tela de resultado do teste de um conversor de 20 kHz. A frequência “F” corresponde a frequência de operação (antirressonância) e a impedância “Z” ao módulo da impedância elétrica na frequência de antirressonância.

## Princípio de operação
Um Analisador de Transdutor digital realiza uma varredura de frequência enquanto monitora a corrente através do dispositivo em teste com vistas a detectar a frequência de operação (ressonância ou anti-ressonância, dependendo da aplicação). A anti-ressonância ocorre na frequência onde a corrente é mínima (impedância máxima) e a ressonância onde a corrente é máxima (impedância mínima).

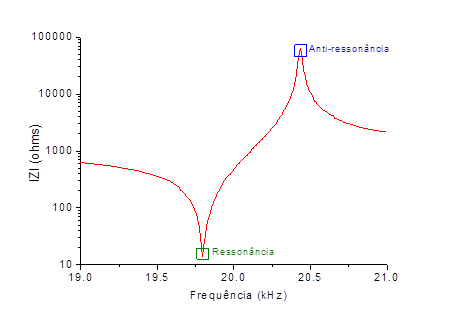
Gráfico de impedância de um Analisador de Transdutores digital equipado com uma interface para computador.

## Aplicações
Os Analisadores de Transdutores são largamente empregados por fabricantes de equipamentos ultrassônicos de potência para a sintonia adequada  de seus produtos e para o controle de qualidade.
Também são muito utilizados por usuários finais de equipamentos ultrassônicos, principalmente de solda por ultrassom, para a realização de manutenções preventivas e corretivas.

## A importância da sintonia
A perfeita sintonia é indispensável para a correta operação de equipamentos de ultrassom . Em um conjunto acústico as partes comportam-se como filtros passa-banda cujas frequências centrais devem estar perfeitamente alinhadas para evitar perdas por aquecimento e maximizar a transmissão de energia.

## Procedimento de sintonia
A sintonia de sonotrodos, transdutores e transformadores acústicos é realizada empregando um Analisador de frequência de transdutores em conjunto com um torno e/ou fresa. As dimensões da peça sendo sintonizada são ajustadas passo a passo até atingir a frequência desejada .